# Willi Winkler (Fußballspieler)
Willi Winkler (* 24. August 1903 in Worms; † 12. Mai 1967) war ein deutscher Fußballspieler.

## Karriere

### Vereine
Winkler gehörte von 1924 bis 1940 Wormatia Worms an, für den er im Süddeutschen Fußball-Verband bis 1927 in der Bezirksliga Rheinhessen/Saar, von 1927 bis 1933 in der Bezirksliga Main/Hessen, in der jeweils regional höchsten Spielklasse aktiv war.
Von 1933 bis 1940 spielte er in der Gauliga Südwest, in einer von 16 Gauligen in der Zeit des Nationalsozialismus als höchste Spielklasse im Deutschen Reich. In diesem Zeitraum gewann er mit seiner Mannschaft dreimal die Gaumeisterschaft. Aufgrund der Erfolge bestritt er 1935/36 fünf von sechs Gruppenspielen in der Endrunde um die Deutsche Meisterschaft und erzielte am 3. Mai 1936, beim 6:2-Sieg im Heimspiel gegen die Stuttgarter Kickers, das Tor zum 5:2 per Strafstoß; doch als Zweiter hinter dem 1. FC Nürnberg schied er mit seiner Mannschaft aus dem Wettbewerb aus. 1936/37 bestritt er alle sechs Gruppenspiele, doch als Zweiter hinter dem VfB Stuttgart schied er mit seiner Mannschaft ebenfalls aus dem Wettbewerb aus.

### Nationalmannschaft
Sein einziges Länderspiel für die A-Nationalmannschaft bestritt er am 23. September 1929 gegen die Nationalmannschaft Norwegens, das mit 2:0 in Oslo gewonnen wurde.

## Erfolge
- Südwestmeister 1936, 1937, 1939
- Hessischer Meister 1928, 1929, 1930, 1931

## Sonstiges
Willi Winkler beantragte am 13. September 1939 und wurde zum 1. November desselben Jahres aufgenommen (Mitgliedsnummer 7.256.872). Er war der Bruder von Karl Winkler, mit dem er in der Saison 1924/25 gemeinsam für Wormatia Worms spielte.